# 1918 no cinema

## Principais filmes estreados
- Amarilly of Clothes-Line Alley, de Marshall Neilan, com Mary Pickford
- Amazonas, o Maior Rio do Mundo, de Silvino Santos
- Berg-Ejvind och hans hustru, de e com Victor Sjöström
- The Blue Bird, de Maurice Tourneur, com Tula Belle
- Carmen, de Ernst Lubitsch, com Pola Negri
- La dixième symphonie, de Abel Gance
- Hearts of the World, de David W. Griffith
- The Married Virgin, de Joseph Maxwell, com Rudolph Valentino
- Old Wives for New, de Cecil B. DeMille
- Proekt inzhenera Prayta, de Lev Kuleshov
- Rose-France, de Marcel L'Herbier
- Shoulder Arms, de e com Charles Chaplin e com Edna Purviance
- Stella Maris, de Marshall Neilan, com Mary Pickford
- Tarzan of the Apes, de Scott Sidney, com Elmo Lincoln
- The Unbeliever, de Alan Crosland, com Erich von Stroheim

## Nascimentos

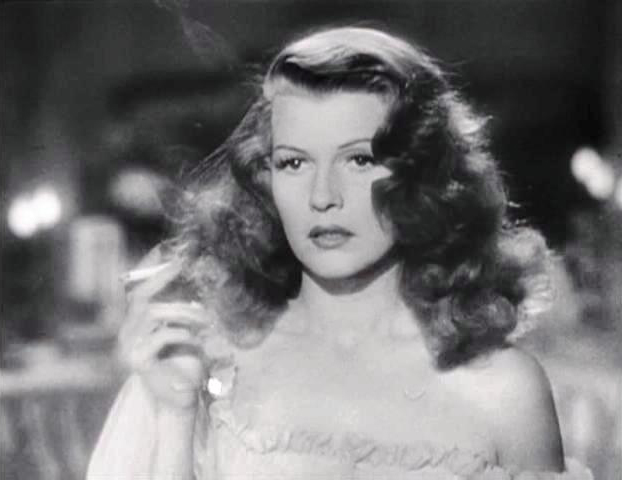
Rita Hayworth (1918-1987)

| Data           | Nome               | Profissão                               | Nacionalidade  | Observações | Ref |
| -------------- | ------------------ | --------------------------------------- | -------------- | ----------- | --- |
| 4 de fevereiro | Ida Lupino         | atriz, produtora, roteirista e diretora | Estados Unidos | m. 1995     |     |
| 29 de março    | Pearl Bailey       | actriz e cantora                        | Estados Unidos | m. 1990     |     |
| 18 de abril    | André Bazin        | crítico e teórico de cinema             | França         | m. 1958     |     |
| 18 de maio     | Massimo Girotti    | ator                                    | Itália         | m. 2003     |     |
| 8 de junho     | Robert Preston     | ator e cantor                           | Estados Unidos | m. 1987     |     |
| 17 de junho    | Raúl Chato Padilla | ator                                    | México         | m. 1994     |     |
| 14 de julho    | Ingmar Bergman     | cineasta                                | Suécia         | m. 2007     |     |
| 9 de agosto    | Robert Aldrich     | cineasta                                | Estados Unidos | m. 1983     |     |
| 21 de setembro | Jofre Soares       | ator                                    | Brasil         | m. 1996     |     |
| 13 de outubro  | Jack MacGowran     | ator                                    | Irlanda        | m. 1973     |     |
| 17 de outubro  | Rita Hayworth      | atriz                                   | Estados Unidos | m. 1987     |     |
| 27 de outubro  | Teresa Wright      | atriz                                   | Estados Unidos | m. 2005     |     |
| 5 de novembro  | Ozualdo Candeias   | cineasta                                | Brasil         | m. 2007     |     |
| 15 de dezembro | Jeff Chandler      | ator                                    | Estados Unidos | m. 1961     |     |
| 19 de dezembro | Sônia Oiticica     | atriz                                   | Brasil         | m. 2007     |     |

## Mortes
| Data | Nome | Profissão | Nacionalidade | Observações | Ref |
| ---- | ---- | --------- | ------------- | ----------- | --- |